# Tempel van Castor en Pollux (Marsveld)
De Tempel van Castor en Pollux (Latijn:Aedes Castoris et Pollucis) was een tempel ter ere van de mythische tweeling Castor en Pollux op het Marsveld in het oude Rome. 

Deze tempel mag niet worden verward met de oudere Tempel van Castor en Pollux op het Forum Romanum.

## Geschiedenis
De tempel op het Marsveld werd vermoedelijk rond 100 v.Chr. gebouwd. Van de geschiedenis van het heiligdom is niet veel bekend. Er zijn slechts twee bekende referenties in de antieke bronnen; De dag van inwijding was 13 augustus en de tempel wordt beschreven door de Romeinse architect Vitruvius als een voorbeeld van een tempel met een ongebruikelijke bouwvorm.

## De tempel
Het grondplan van de tempel is bewaard gebleven, doordat het staat afgebeeld op een bewaard gebleven kaart van de omgeving op een marmeren plaat. Dit is geen fragment van de bekende Forma Urbis Romae, de marmeren stadskaart van Rome uit het begin van de 3e eeuw, maar door delen van beide kaarten te combineren kon men wel de exacte locatie van de tempel reconstrueren. De Tempel van Castor en Pollux stond in de zuidwestelijke hoek van het Circus Flaminius, een grote openbare ruimte waar veel tempels omheen waren gebouwd. Het heiligdom stond op de plaats van het huidige Piazza delle Cinque Scole.
De tempel was in een ongebruikelijke T-vorm gebouwd. De cella stond hierbij haaks op de pronaos, in plaats van in een rechte lijn daarachter. Waarschijnlijk werd uit ruimtegebrek voor deze vorm gekozen. Eenzelfde grondplan is bekend van de Tempel van Concordia op het Forum Romanum. De pronaos werd gevormd door een hexastyle portico (zes zuilen breed), van drie zuilen diep. De tempel stond op een verhoogd podium en kon door een aantal treden worden betreden. Voor de trap stond een rond altaar.
Twee grote standbeelden van Castor en Pollux, die in de 2e eeuw bij de tempel werden opgericht, zijn bewaard gebleven en staan tegenwoordig op de balustrade van het Piazza del Campidoglio. Van de tempel zelf zijn nog geen restanten teruggevonden.